# Onwaardigheid om te erven
De onwaardigheid om te erven (Frans: indignité successorale) is een rechtsfiguur uit het Belgische erfrecht en het Nederlandse, op grond waarvan daders, mededaders en medeplichtigen worden uitgesloten van de nalatenschap van hun slachtoffer. De onwaardigheid om te erven wordt geregeld in de artikelen 4.6 tot 4.9 van het Belgisch Burgerlijk Wetboek (BW).

## Omschrijving

### Onwaardigheidsgronden
Artikel 4.6, §1 BW bevat automatische en facultatieve onwaardigheidsgronden.

#### Automatische onwaardigheid
De automatische onwaardigheid geldt voor degenen die door de strafrechter schuldig zijn bevonden om op de erflater bepaalde misdrijven te hebben gepleegd die de dood hebben veroorzaakt. De onwaardigheid geldt eveneens voor zij die schuldig zijn bevonden aan de poging om deze feiten te plegen. Het gaat om volgende strafbepalingen (art. 4.6, §1, 1° BW):
- artikel 376 van het Strafwetboek (Sw.), de reeds bij invoering van boek 4 BW afgeschafte bepaling die moet worden begrepen als een verwijzing naar artikel 417/12 Sw. inzake de niet-consensuele seksuele handelingen met de dood tot gevolg (art. 116 wet 21 maart 2022);[1]
- de artikelen 393 tot 397 Sw. inzake doodslag;
- artikel 401 Sw. inzake de opzettelijke slagen of verwondingen zonder het oogmerk om te doden maar met de dood tot gevolg;
- artikel 404 Sw. inzake de opzettelijke vergiftiging zonder het oogmerk om te doden maar met de dood tot gevolg;
- en artikel 409, §4 Sw. inzake de genitale verminking zonder het oogmerk om te doden maar met de dood tot gevolg.

De onwaardigheid om te erven is in deze gevallen een burgerlijke sanctie die uitwerking heeft door het loutere feit dat de erfgerechtigde schuldig werd bevonden door de strafrechter (art. 4.6, §2, eerste lid BW).
De onwaardigheid kan ook betrekking hebben op degenen die deze misdrijven hebben gepleegd of gepoogd hebben deze te plegen, maar die voor die feiten nooit zijn veroordeeld omdat zij intussen zelf overleden zijn (art. 4.6, §1, 2° BW). Op grond van deze bepaling kan de onwaardigheid ook spelen in geval van een gezinsdrama. De onwaardigheid om te erven is in deze gevallen een burgerlijke sanctie die door de rechtbank wordt uitgesproken op vordering van de procureur des Konings (art. 4.6, §2, eerste lid BW).

#### Facultatieve onwaardigheid
De facultatieve onwaardigheid geldt ten aanzien van degenen die onwaardig zijn verklaard door de strafrechter omdat zij als dader, mededader of medeplichtige schuldig werden bevonden om op de erflater een van volgende misdrijven te hebben gepleegd (art. 4.6, §1, 3° BW, samen gelezen met art. 46 Sw.):
- artikel 375 Sw., de reeds bij invoering van boek 4 BW afgeschafte bepaling die moet worden begrepen als een verwijzing naar de artikelen 417/11, 417/16 en 417/17 Sw. inzake de verkrachting, de niet-consensuele seksuele handelingen gepleegd ten nadele van minderjarigen (art. 116 wet 21 maart 2022);[1]
- de artikelen 398 tot 400 Sw. inzake de opzettelijke slagen en verwondingen;
- artikel 402 Sw. inzake het opzettelijk maar zonder het oogmerk om te doden toedienen van stoffen die kunnen leiden tot de dood of schade aan de gezondheid, en die ziekte of arbeidsongeschiktheid hebben veroorzaakt;
- artikel 403 Sw. inzake het opzettelijk maar zonder het oogmerk om te doden toedienen van stoffen die leiden tot een ongeneeslijk lijkende ziekte, arbeidsongeschiktheid van langer dan vier maanden of volledig verlies van het gebruik van een orgaan;
- artikel 405 Sw. inzake de poging tot opzettelijke vergiftiging zonder het oogmerk om te doden maar met de dood tot gevolg;
- artikel 409, §1 tot §3 en §5 Sw. inzake de genitale verminking;
- en artikel 422bis Sw. inzake het schuldig verzuim.

De onwaardigheid om te erven is in deze gevallen een burgerlijke sanctie die kan worden uitgesproken door de strafrechter als de erfgerechtigde schuldig wordt bevonden aan een van deze feiten. De strafrechter kan deze burgerlijke sanctie ook uitspreken ten aanzien van hem die schuldig bevonden is wegens de poging om een dergelijk feit te plegen (art. 4.6, §2, derde lid BW).

### Vergiffenis
In de gevallen waarin de onwaardigheid facultatief is, kan het slachtoffer de onwaardige vergiffenis schenken. Vergiffenis kan echter enkel worden geschonken in een testament door de erflater-slachtoffer opgemaakt na de feiten (art. 4.7 BW).

### Gevolgen
De onwaardige wordt geacht nooit enig recht in de nalatenschap te hebben gehad. Dit kan echter geen afbreuk doen aan de rechten van derden die te goeder trouw handelden (art. 4.8, eerste lid BW). De onwaardige moet alle vruchten en inkomsten teruggeven die hij sinds het openvallen van de nalatenschap genoten heeft (art. 4.8, tweede lid BW).
Het erfrechtelijk aandeel van de onwaardige komt ten goede aan diens afstammelingen als er plaatsvervulling plaatsvindt. Speelt er geen plaatsvervulling, dan komt zijn aandeel door aanwas ten goede aan de andere erfgerechtigden in dezelfde graad. Als de onwaardige alleen is in zijn graad, vervalt het aan de overige erfgerechtigden die tot deze nalatenschap geroepen zijn (art. 4.8, derde lid BW).

### Kinderen van de onwaardige
De kinderen van de onwaardige zijn zelf niet onwaardig door de schuld van hun ouder. Ze kunnen bij plaatsvervulling tot de nalatenschap komen (art. 4.9, eerste lid BW). De onwaardige heeft geen wettelijk genot op de goederen die zijn kinderen ten gevolge van zijn onwaardigheid vererven (art. 4.9, tweede lid BW, samen gelezen met art. 384 e.v. oud BW).
Evenmin kan de onwaardige deze goederen rechtstreeks of onrechtstreeks van deze kinderen vererven (art. 4.9, tweede lid BW). Wanneer de door een kind van de onwaardige aldus vererfde goederen bij overlijden van dit kind nog in natura in zijn nalatenschap aanwezig zijn, is de onwaardige voor deze goederen van de nalatenschap van het kind uitgesloten. Zijn deze goederen niet meer in natura aanwezig, dan is de onwaardige uit de nalatenschap gesloten ten belope van de waarde ervan, tenzij en in de mate deze goederen zijn verbruikt en dus ook hun tegenwaarde niet meer in de nalatenschap aanwezig is. De waarde van die goederen wordt bepaald op het ogenblik waarop het kind ze verkregen heeft (art. 4.9, derde lid BW).

## Geschiedenis
De regels inzake onwaardigheid om te erven werden aanvankelijk geregeld door de artikelen 727 tot 730 van het Oud Burgerlijk Wetboek. Bij de invoering van boek 4 in het Burgerlijk Wetboek in 2022 werden deze regels hernomen in de artikelen 4.6 tot 4.9 BW.